# Čemalský trakt
Čemalský trakt (rusky Чемальский тракт) je silnice v sibiřské části Ruské federace na Altaji. Název „Čemalský trakt“ je odvozen od osady Čemal, jíž prochází, a od slova „trakt“ (тракт), které v ruštině tradičně označuje dálkovou silnici nebo poštovní cestu.

## Trasa
Čemalský trakt vede z Usť-Sjomy přes Čemal do Kujusu. Délka traktu je přibližně 90 kilometrů.